# Odna – Allein
Odna – Allein (russisch Одна / dt.: Allein) ist ein sowjetischer Stummfilm, den Grigori Kosinzew und Leonid Trauberg nach einem Drehbuch von Trauberg zwischen 1928 und 1931 für die staatliche Filmgesellschaft Sojuskino / Lenfilm realisierten. Für die Photographie zeichnete Andrei Moskwin, Jewgeni Jenej schuf das Bühnenbild, Tontechniker war Ilja Wolk. Noch als Stummfilm begonnen, kam Odna dann 1931, versehen mit Dialogteilen, Geräuschen und einer symphonischen Begleitmusik, die Dmitri Schostakowitsch eigens geschrieben hatte, in die Lichtspieltheater. Der Komponist hatte zu Beginn seiner Laufbahn selbst als Klavierspieler in Kinos gearbeitet.
Das Filmdrama aus dem Jahr 1931 ist „die politisch höchst engagierte Fiktionalisierung eines zeitgenössischen Zeitungsartikels über eine Lehrerin, die halb erfroren im Schnee gefunden wurde und nur dank einer beherzten Rettungsaktion mit einem Flugzeug überleben konnte“.

## Handlung
Die junge Lehrerin Jelena hat gerade ihr Examen bestanden und hofft auf eine Anstellung in ihrer Heimatstadt Leningrad, wo sie mit ihrem Verlobten Petja leben möchte. Der Sowjetstaat aber hat anderes mit ihr vor: sie soll im südsibirischen Altai-Gebirge den Einwohnern Lesen und Schreiben beibringen. Doch diese sind noch größtenteils Schafe züchtende Nomaden, die einer schamanistischen Religion anhängen und mit der neuen „sozialistische Ordnung“ noch nicht viel anfangen können.
Anfangs versucht sie noch, um diesen Einsatz herumzukommen, doch dann gibt sie nach und reist. Im Dorf angekommen, erschrickt sie zunächst über die Primitivität, in der seine Bewohner noch immer leben. Um ihren Auftrag zu erfüllen, setzt sie die Schulpflicht für die Kinder durch und tritt für die Vorteile sowjetischer Politik ein. Damit aber stößt sie auf den Widerstand der noch immer mächtigen Kulaken, der Großgrundbesitzer. Diese machen bei der Ausbeutung der armen Bauern mit dem korrupten Dorfältesten gemeinsame Sache.
Als Jelena dahinterkommt, dass einer der Kulaken mit Zustimmung des Dorfältesten ein Betrugsmanöver zu seinen Gunsten einfädeln will, greift sie ein und wird von den mächtigen Bauern buchstäblich „in die Wüste geschickt“, wo sie ein Sturm überrascht und festsetzt. Ein von der Zentrale in Leningrad geschicktes Flugzeug rettet ihr, als sie medizinischer Behandlung bedarf, schließlich das Leben.

## Hintergrund
Mit den Dreharbeiten wurde 1929 begonnen; gedreht wurde in Leningrad und der Altai-Region im heutigen Kasachstan. Der Film war 1930 bereits fertiggestellt, als beschlossen wurde, zumindest Geräusche und einige Dialogteile beizufügen und ihn so zum Tonfilm bzw. „klingenden Stummfilm“ umzuarbeiten.
Im Drehbuch sind zahlreiche zu den Zeiten des ersten Fünfjahresplans (1928–1932) aktuelle politische Themen angesprochen: die Erziehung der ländlichen Bevölkerung, die Eliminierung der Kulaken und die Einführung fortschrittlicher Technologien.
Die Originalmusik komponierte Dmitri Schostakowitsch als op. 26; sie wurde, wiewohl umstritten, eine seiner suggestivsten Filmmusiken.
Die Uraufführung fand am 10. Oktober 1931 in Leningrad statt. Odna lief auch in den Vereinigten Staaten, wo er 1932 Premiere hatte. In Deutschland, den Niederlanden und Frankreich wurde der Film erst nach 2003 erstaufgeführt.
Der vorletzte Akt des Films ist verschollen.

## Rezeption
Der unorthodoxe Film wurde zunächst auch international zu einem großen Erfolg. Nach der Mitte der 1930er Jahre aber wurde er, da von Stalins Bürokraten „kulturpessimistischer Tendenzen“ verdächtigt, wieder aus dem Verleih genommen.
„Wie im Sowjetkino jener Zeit üblich, mußte auch ‚Odna‘ sich der Ideologie und der aktuell gültigen Politik des Zentralbüros unterwerfen. Spezifisch ging es hier darum, zu zeigen, wie der Kommunismus die Wilden zivilisiert, wie antirevolutionäre Kräfte und Großgrundbesitzer ausgeschaltet werden müssen, und wie die Kollektivierung der Landwirtschaft Vorteile bringt.“
(‚Marco‘ bei molodeshnaja.com)
„Vordergründig wirkt ‚Odna‘ zunächst wie ein naiver Propagandafilm. Der Film ist jedoch deutlich vielschichtiger, denn es handelt sich hier eigentlich keineswegs um eine Idealisierung des sozialistischen Systems, sondern vielmehr um ein sehr persönliches Drama, das zudem auch einen Seitenhieb auf die negativen, systemischen Auswüchse, hier in der Figur des faulen und korrupten Dorfsowjets, austeilt. […]
Die Mischung aus Stumm- und Tonfilm wirkt zwar ein wenig ungewöhnlich, immerhin liegen hier Zwischentitel und Tonspuren vor, besitzt aber ihren eigenen Reiz. Offenkundig ist der sozialistische Aufbruchsgedanke des Films, denn das System bringt nicht nur technischen Fortschritt, sondern auch Bildung, und das selbst in die entlegensten Gebiete. […] Zwar kämpft Jelena lange Zeit auf sich allein gestellt gegen alle Widerstände, die teils auch noch durch das System genährt werden, am Ende wird sie jedoch durch die technischen Errungenschaften, die erst dieses neue System greifbar gemacht hat, gerettet und hat erst durch ihren Einsatz ihre Systemtreue bewiesen.“
(splashmovies.de/rezensionen)
„Heute wird ‚Allein‘ zu den schönsten und bewegendsten Werken der Stummfilmzeit gerechnet. Zu seiner Zeit war dem Film jedoch nicht viel Glück beschieden, zu offenkundig war die Kritik am Staat und der kommunistischen Utopie. Nicht nur steht der Vorsitzende des Dorfsowjets der Bequemlichkeit halber auf der Seite des Kulaken, sondern der Film enthält auch viele kleine Symbole, die dem heutigen Publikum nicht auffallen, damals aber das Aus für die öffentliche Vorführung bedeuteten. Zum Beispiel ist die nur von hinten gezeigte Beamtin, die die viel zu junge und unerfahrene Institutsabsolventin ins tiefste Sibirien schickt, Lenins Witwe Krupskaja. Die Assoziation ist eindeutig: Lenins Erbe ist ein von den Menschen losgelöster bürokratischer Staat ohne Gesicht. Mitte der Dreißiger verschwand Allein wegen seiner »kulturpessimistischen Tendenz« im Giftschrank.“ (Übersetzerlogbuch 17. März 2008)
„Von allen mir bekannten russischen (Propaganda-)Stummfilmen ist ‚Odna‘ der einzige, in welchem ein menschliches Schicksal im Zentrum steht (und nicht ein Traktor, ein Kriegsschiff oder die Idee des Sozialismus), aber so richtig aus Fleisch und Blut scheint sie doch nicht zu sein, diese Lehrerin Jelena. Richtig Anteil konnte ich jedenfalls nicht nehmen an ihren Erlebnissen; ich wüsste im Nachhinein auch nicht, welche besonderen charakterlichen Eigenschaften ich ihr zuweisen sollte. Die Beweggründe für ihr Tun blieben für mich im Dunkeln. Erst zuletzt wird klar: Sie soll die sozialistische Botschaft vom schönen Leben durch Fortschritt transportieren. Am Schluss steht plötzlich nicht mehr sie, sondern ein Flugzeug im Vordergrund, das vom Staat geschickt wurde, um ihr Leben zu retten. Rettung durch technischen Fortschritt im Sozialismus.“
(gabelingeber 22. Juli 2010)
Zur Originalmusik von Dmitri Schostakowitsch:
„Eine ebenso außergewöhnliche Musik mit einem raffinierten Instrumentarium: Schostakowitsch nutzt ein großes Orchester und Sänger, Obertongesang, Orgel und Theremin, ein elektro-magnetisches Instrument, das hier zum ersten Mal in einem Film eingesetzt wurde.“
(hr-online.de)
„Einer der ersten sowjetischen Tonfilme, in dem die Musik von Dmitri Schostakowitsch Passagen verklammert, Leitmotive hervorhebt und Betonungen setzt. Dialog ist hier nur ein Element unter anderen in der Geräusch-Musik-Bild-Sprach-Sinfonie, deren angestrebter Perfektion es nur an der noch wenig entwickelten Tontechnik gebricht… ‚Odna‘ […] markiert Leonid Trauberg und Grigori Kozintsevs Abkehr von der "Exzentrik" und die Suche nach einer neuen realistischen Filmsprache.“
(film.at)
„Der Film zeigt die Großstadt in bewegten Bildern und raschen Schnitten; lange, ruhige Einstellungen charakterisieren die traditionsverhaftete, unbewegliche Dorfgesellschaft im Altai. Schostakowitschs Musik für Orchester, Chor und SolistInnen unterstreicht diesen Kontrast. Walzer, Polka und Galopp, oft schrill instrumentiert, steigern sich zu Beginn in einen wahren Glückstaumel. Sie sind später wieder zu hören, wenn sich Elena an die Stadt erinnert. Im Altai herrschen dunkle Farben vor: Endlose Linien von Fagott und Klarinette suggerieren Weite und gleichzeitig Ausweglosigkeit. Die Solo-Oboe und heftige Gesten des Orchesters stehen für die falsche Freundlichkeit des Patriarchen und die dahinter lauernde Brutalität.“ (Alfred Ziltener in: ProgrammZeitung Basel 2006)
„Nur zum Teil knüpft Schostakowitsch hier an den in Das neue Babylon praktizierten schräg-grellen Frühstil an, er erprobt vielmehr ausgiebig extrem sparsam instrumentierte elegische Untermalungen für den in der Steppe gelegenen Ort der Filmhandlung und versucht ebenso die Vielfalt der gezeigten Charaktere in Töne zu fassen. Hier nimmt der junge Schostakowitsch bereits Bernard Herrmann vorweg: ‚[…] ein einfaches, tiefes Flötensolo, das Klopfen einer Basstrommel oder die Töne verhalten klingender Hörner [können] oft mehr bewirken, als das Drauflosspielen eines halben Hunderts von Musikern. […]‘“ (Kino 'Capitol' Schwerin)
Zur Geschichte der Schostakowitsch-Musik:
In einem deutschen Bombenangriff auf Leningrad wurden beim Brand der Lenfilm-Studios 1941 Teile von Film und Partitur zerstört.
„1995 wurden bereits Ausschnitte der Musik zu ‚Odna‘ eingespielt. Doch erst 2003 konnte Mark Fitz-Gerald, der rührige englische Filmmusik-Fachmann, durch Unterstützung von Irina Schostakowitsch die gesamte Partitur anhand einer erhaltenen Kopie der Tonspur restaurieren“.
„In den Sechzigerjahren restaurierte der sowjetrussische Grossfilmefond[sic] den Film, ein Teil ist wohl definitiv verschollen. Die Initiative zur Wiederherstellung der Musik ging vor einigen Jahren von der ‹Dutch Foundation Film in Concert› aus. Die Grundlagen dafür bildeten die erhaltenen Teile der Partitur und eine russische Aufnahme aus dem Jahr 1931. Zusammen mit den Musikologen Theodore van Houten und Nic Raine und mit der Hilfe des polnischen Schostakowitsch-Schülers Krzysztof Meyer besorgte der Dirigent Mark Fitz-Gerald die Neuausgabe. Im April des letzten Jahres fand im holländischen Den Bosch die erste Aufführung von Film und Musik nach 1935 statt.“ (Alfred Ziltener in: ProgrammZeitung Basel 2006)
Die Basler Zeitung schrieb über die Uraufführung mit der rekonstruierten Originalmusik am 12. April 2003 im Theater aan de Parade, Den Bosch:
»Das Experiment ODNA glückte auf höchst professionellem Niveau, übertraf die Erwartung einer ›dokumentatorischen‹ Aufführung bei weitem. Auch abgesehen von der zeitgeschichtlichen Brisanz des Stoffs wurde eine versunkene, stark ansprechende Form von Musiktheater zugänglich gemacht (…) ungemein beispielgebend.«
Wiederaufführung:
Odna wurde vom Kulturkanal Arte am 19. November 2004 um 00:20 Uhr im deutschen Fernsehen in einer durch das Staatl. Russische Filmarchiv Gosfilmofond restaurierten Fassung und mit der rekonstruierten Originalmusik von Dmitri Schostakowitsch ausgestrahlt. Die Ausführenden waren das Ensemble Basel Sinfonietta und der Kammerchor Notabene. Die Einspielung der rekonstruierten Originalmusik war eine Koproduktion von Basel Sinfonietta, Schweizer Fernsehen/Rundfunk DRS, ZDF in Zusammenarbeit mit ARTE und der Dutch Foundation ‚Film in Concert‘.
Die restaurierte Fassung des Films wurde 2004 mit der rekonstruierten Originalmusik in Zusammenarbeit mit dem ZDF und ARTE auf DVD veröffentlicht. Sie ist in der ‘Arte Edition’ bei ›absolut Medien‹ auf DVD erschienen.